# Museo Dolores Olmedo
El Museo Dolores Olmedo Patiño se encuentra en Xochimilco, en el sur de la Ciudad de México, México. Lleva el nombre de la coleccionista Dolores Olmedo Patiño y se enfoca principalmente a la difusión de la obra de Diego Rivera y Frida Kahlo, resguarda un acervo de aproximadamente 3000 piezas, mismas que periódicamente son rotadas para su exhibición. 
El acervo del museo incluye aproximadamente 600 piezas prehispánicas procedentes de culturas mesoamericanas, como la olmeca, la mixteca, la zapoteca, la totonaca, la maya, la azteca y de las asentadas en la región de Occidente de México.  Cuenta con el atractivo adicional de los pavorreales y xoloitzcuintles que pasean por sus patios.
Sin embargo, desde el 2021 se encuentra cerrado y, al 2025, planes para trasladarlo al Aztlán Parque Urbano  aún no se habían concretado.

## Historia del inmueble

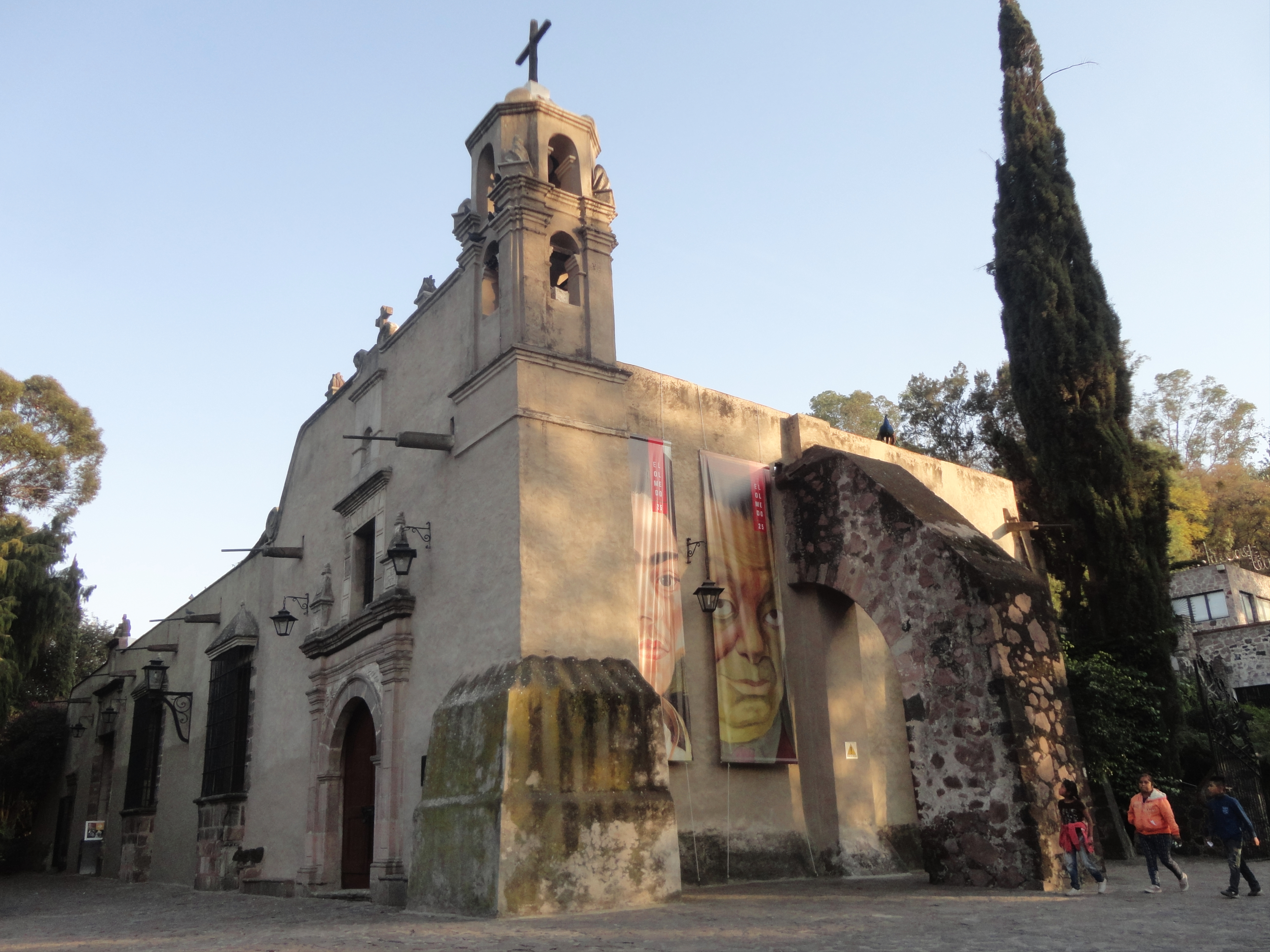
Ermita al interior del museo

El museo se encuentra dentro de la Finca La Noria, construcción que data del siglo XVII. Durante la época prehispánica, el lugar donde se ubicó la hacienda fue ocupado por un grupo xochimilca que le dio el nombre de Tzomolco, que en nahuatl significa cerro que se desgaja, asignado en función a la presencia del pequeño cerro en la parte posterior de la construcción. En el Tzomolco se realizaron varias ceremonias del Fuego Nuevo, un ritual prehispánico a celebrarse cada 52 años que festejaba el renacimiento del sol y la vida. Posteriormente, en este lugar se estableció Apochquiyauhtzin, el último rey xochimilca. 
Los orígenes de la Finca la Noria datan del siglo XVI, aunque partes importantes se fueron agregando al conjunto durante los siglos XVII, XVIII y XX. La información registrada menciona que el uso original de esta fue agrícola y que se conoció con el nombre de Rancho de San Juan La Noria. Destaca la Capilla de San Juan Evangelista Tzomolco, una pequeña construcción de uso doméstico, de la cual sólo se conserva la estructura arquitectónica, registrada como monumento histórico.
El museo abrió sus puertas por primera vez el 17 de septiembre de 1994.

## Historia del museo

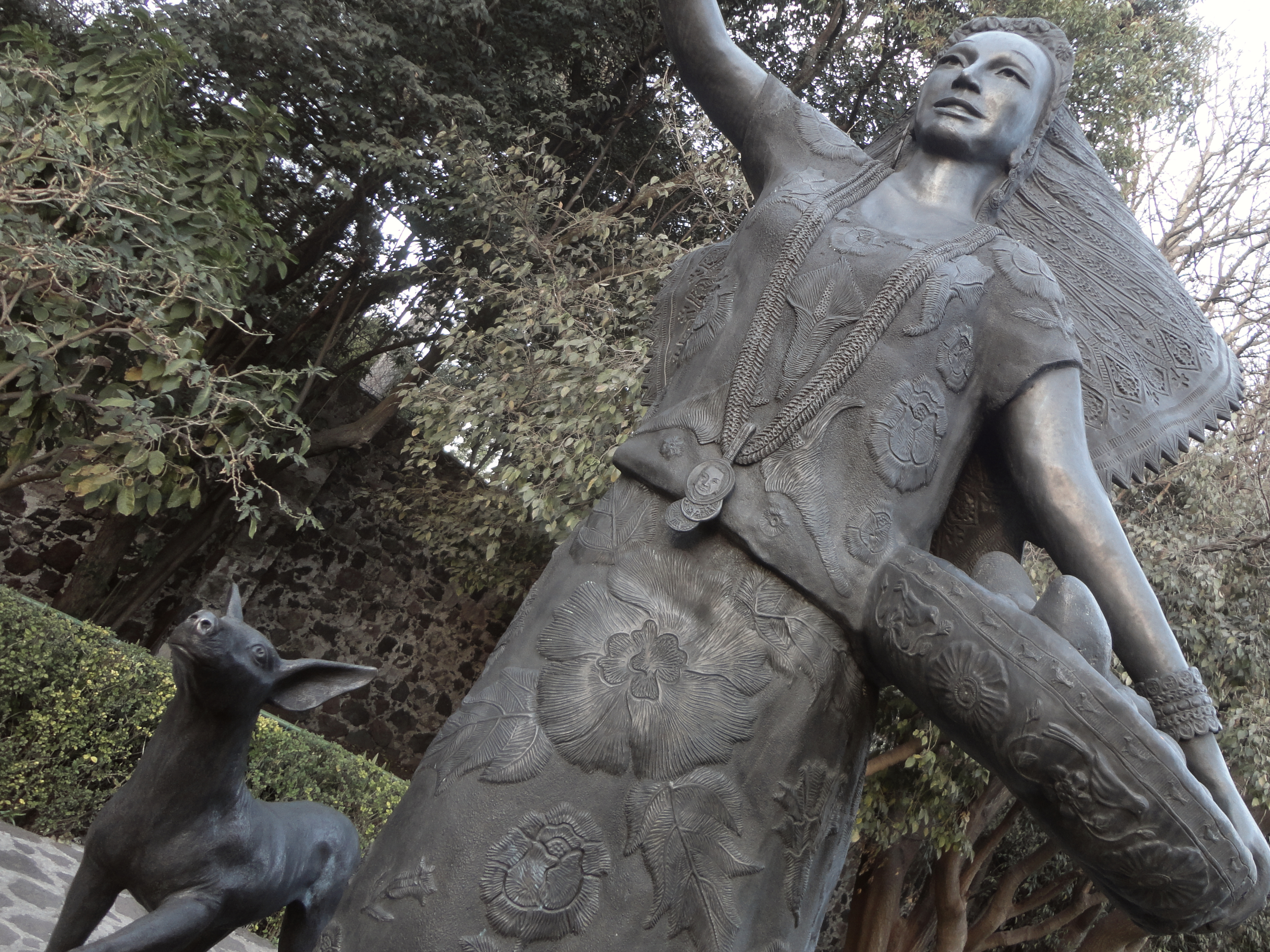
Estatua de Dolores Olmedo Patiño

Fue fundado por  María de los Dolores Olmedo y Patiño Suárez, nacida en Tacubaya, Ciudad de México en 1908, quien estudió leyes y terminó cursando una carrera artística en la Academia de San Carlos. Dolores convivió con intelectuales de la época como Salvador Novo, Javier Villaurrutia y Jaime Torres Bodet, entre otros, y en particular con el pintor Diego Rivera.
Dolores Olmedo Patiño entró en contacto con el coleccionismo gracias a la amistad que tenía con Diego Rivera. Después de la muerte de Diego  y de su esposa Frida Kahlo, Dolores quedó a cargo de las obras de la pareja. Con el fin de no dejar que sus obras murieran con los autores, gestionó y logró montar exposiciones dentro y fuera de México.
Para 1957, Dolores Olmedo tenía ya 50 obras de Diego Rivera y para 1972 había coleccionado más de 800 piezas arqueológicas mesoamericanas. Es en 1962 cuando adquiere la hacienda de La Noria, lugar completamente restaurado para que ella lo adecuara según sus necesidades y así, convertirlo en su nuevo hogar. Al restaurar el casco de la hacienda y recuperar en gran parte su aspecto original, se logró revivir un ejemplo más de la arquitectura clásica, que se desarrolló durante la época colonial. Se conservó el sistema constructivo original con el que fue edificado el casco: techos de terrado y viguería, muros mixtos, pisos de duela y ladrillo, aplanados en muros y bóvedas, además de contrafuertes propios de la época, respetando también dentro de los acabados las portadas en fachada revocadas en cantera.
En 1994 abrió su casa al público como Museo Dolores Olmedo exponiendo toda su colección artística.  Las 139 obras de Rivera con las que cuenta el museo fueron reunidas bajo la supervisión del propio pintor. Un par de obras que se exponen tienen a Dolores Olmedo al desnudo, pinturas que causaron descontento con su entonces esposo, Howard Phillips, quién pidió a Dolores que las devolviera al autor ya que no creía en "su buena fe". Pese a esto, la amistad entre ellos dos perduró hasta la muerte de Diego.

## La colección
El museo cuenta con 139 trabajos de Diego Rivera y 25 obras de Frida Kahlo, lo que lo convierte en la colección más grande en México de las obras de ambos. También cuenta con 43 creaciones de Angelina Beloff, varias de Pablo O’Higgins, arte popular mexicano y más de 600 piezas de arte prehispánico.

Entre las corrientes principales que se encuentran en el museo están: cubismo, post-impresionismo, primitivismo, simbolismo, surrealismo, realismo mágico y realismo social.

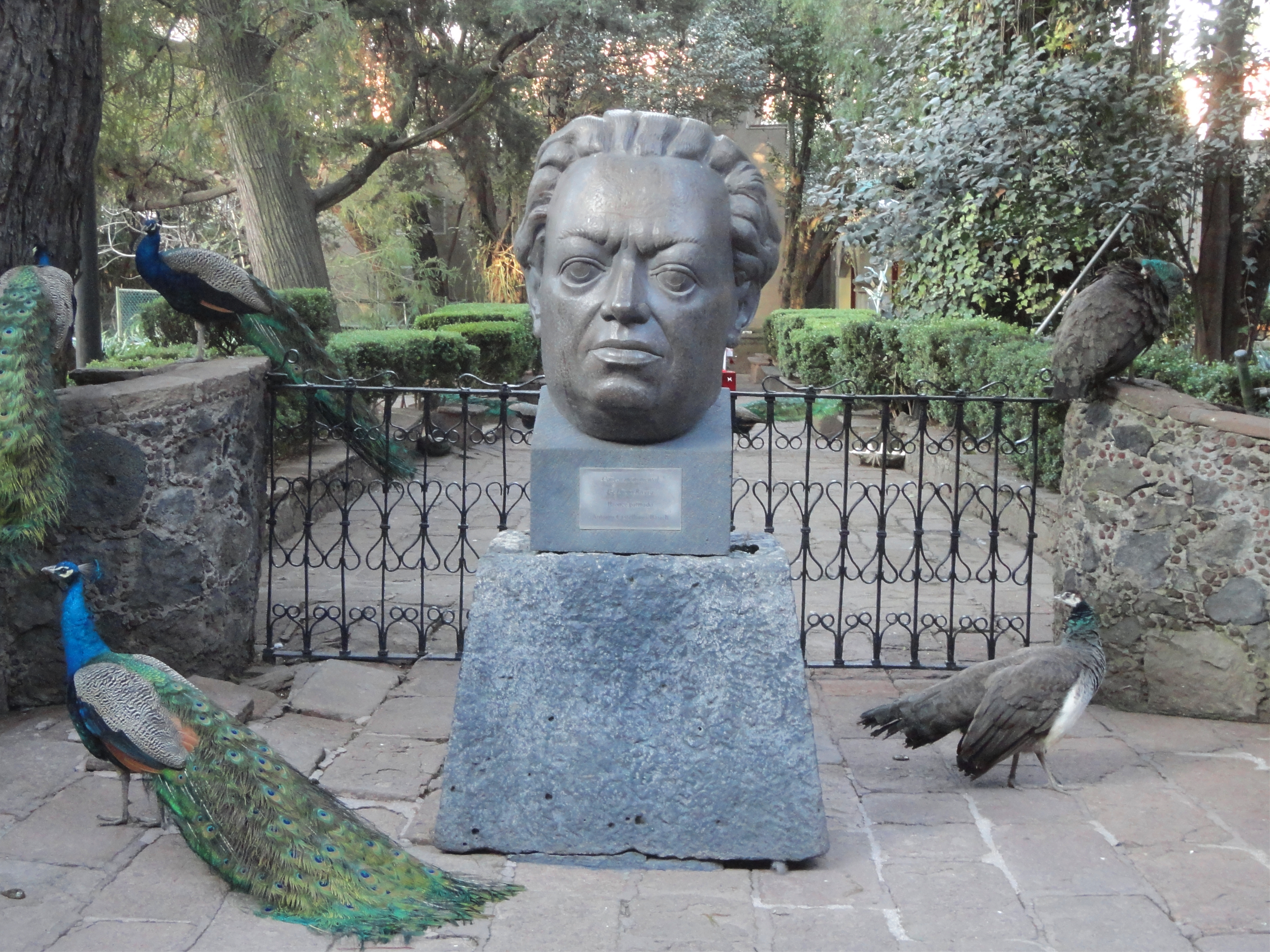
Monumento a Diego Rivera

## Las salas

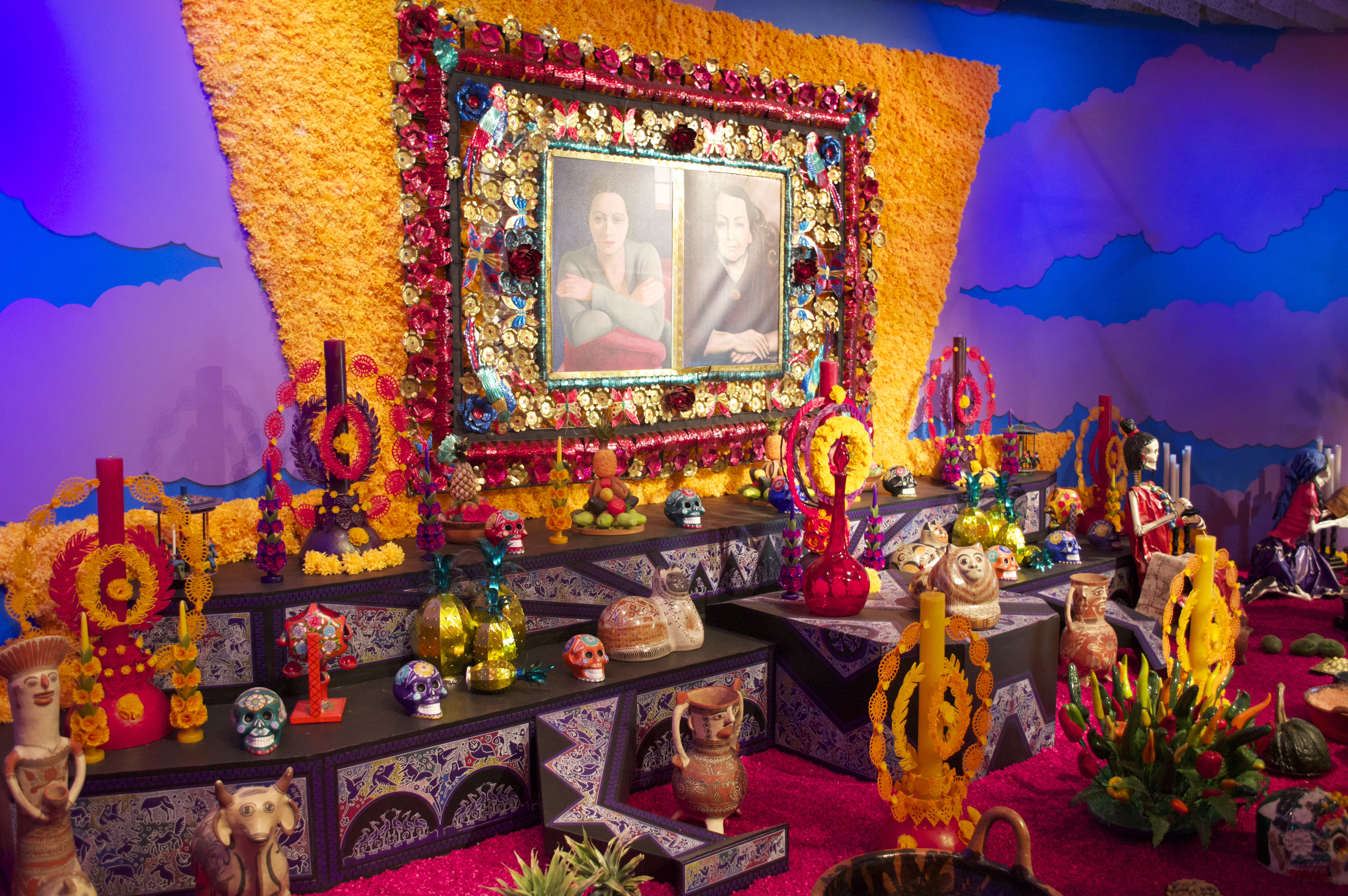
Ofrenda a Dolores Olmedo en el museo por Día de Muertos

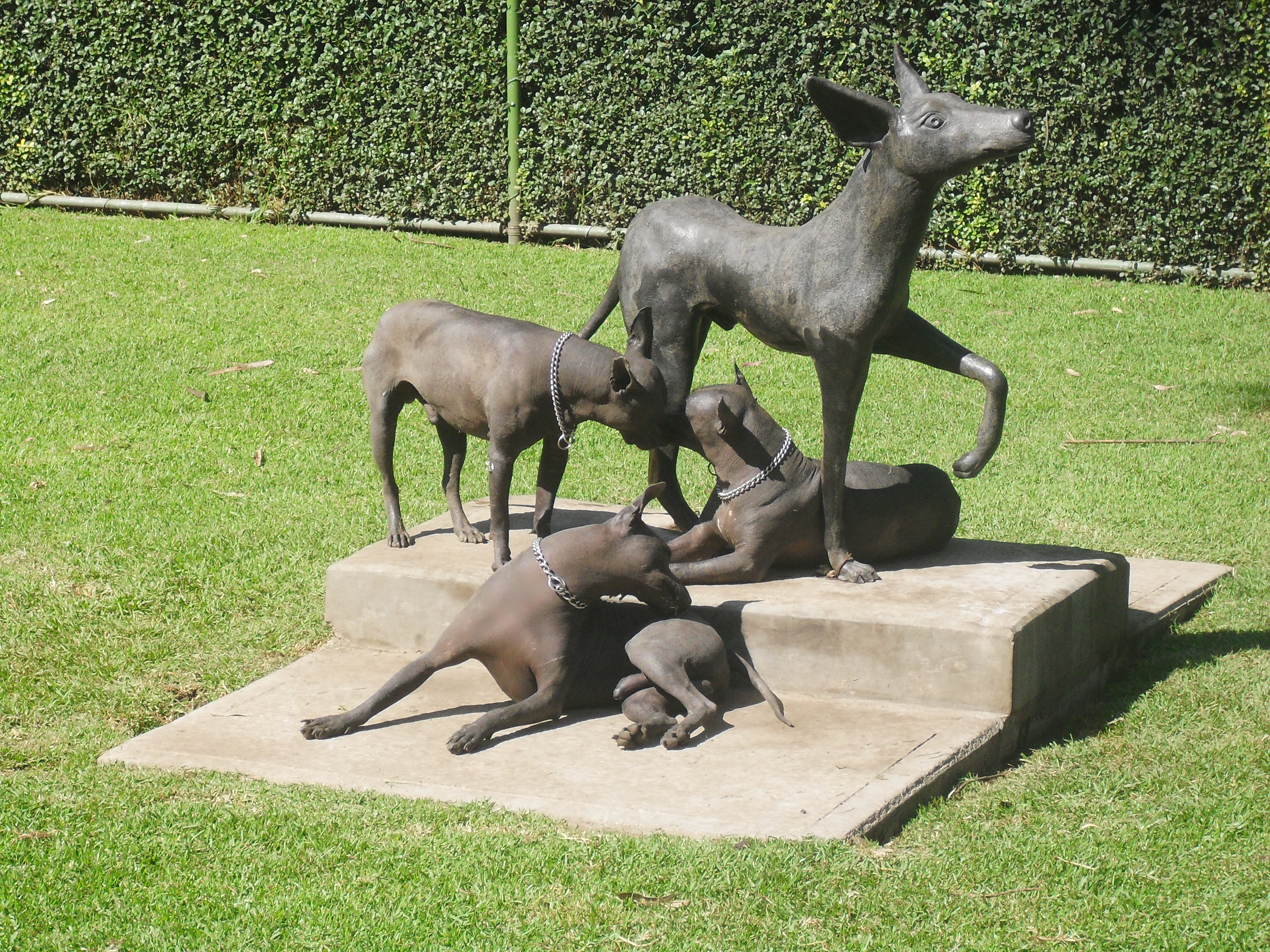
Xoloitzcuintles en el museo

La colección se ha dividido en diversas salas, que siguen un orden numérico:
- Sala 1 Principal: aquí se encuentran obras de Diego Rivera, como El picador (1909), El matemático (1918), La familia (1934), así como piezas prehispánicas de las culturas mixteco-zapoteca y la olmeca.
- Sala 2 Pintura Mural: dedicada a la obra mural de Diego Rivera, en esta sección se encuentran obras del autor como El fusilamiento de Maximiliano (1935) y Fondos congelados (1931), así como piezas prehispánicas de culturas que se desarrollaron en el Golfo de Veracruz.
- Sala 3 Maya: aquí se encuentran obras alusivas a la cultura maya, también yacen obras plásticas de Rivera y en específico Las sandías (1957), que fue su última pintura.
- Sala 4 Cocina: figura un ambiente tradicional en las cocinas típicas de la época de la Colonia que muestra una serie de artesanías.
- Sala 5 Retratos y autorretratos: aquí se encuentran pinturas que Rivera realizó de la familia de Dolores Olmedo, además de cuatro autorretratos del autor de diferentes épocas.
- Sala 6 Puestas de sol: aquí se muestran pinturas que Diego hizo en su estancia en Acapulco, veinte obras que representan las puestas de sol del puerto.
- Sala 7 Litografía: aquí se encuentran obras litográficas de Diego: El líder campesino Zapata y La maestra rural, por ejemplo.
- Sala 8 Dibujo: aquí se muestran una serie de bocetos, como Estudios para mercado (1944) y Retrato de Pita Amor (1957), entre otros.
- Sala 9 Frida Kahlo: en esta sala se refleja toda la vida de Frida Kahlo mediante sus pinturas y escritos; aquí yacen pinturas como La columna rota (1944) y Autorretrato con changuito (1945), entre otras.
- Sala 10 Cubismo: aquí se exhiben piezas de Rivera que corresponden a los 19 años que pasó en Europa; se refleja el aprendizaje que obtuvo de maestros europeos en obras como En la fuente de Toledo (1913), Paisaje de Normandía (1918), El poste de telégrafo (1916), entre otras.
- Sala 11 Fernando Gamboa: dedicada al museógrafo mexicano y defensor del arte popular, reúne artesanías realizadas en vidrio, cerámica, cartonería, madera y hojalata de diferentes regiones de México.
- Sala 12 Angelina Beloff: dedicada a la pintora rusa esposa de Rivera, se pueden apreciar obras de esta autora, como El soldadito de plomo y El bebedero y la fábrica,y más salas hasta la 32

El museo está rodeado por un espacio ecológico en el que se conservan más de 20 especies de árboles y plantas mexicanos, animales como pavos reales, gansos, patos, guajolotes y perros xoloitzcuintles.